# Liste d'attentats de la guerre civile syrienne
Pendant la guerre civile syrienne, plusieurs attentats sont commis, principalement par les groupes djihadistes. Le Front al-Nosra a revendiqué la responsabilité de 57 des 70 attentats-suicides recensés jusqu'en avril 2013. Ces attentats ont fait de très nombreuses victimes civiles.

## Liste d'attentats
La liste n'inclut pas les attaques-suicides commises contre des positions militaires dans des actions de combats.

### 2011
- Le 23 décembre 2011, attentat de Damas : deux bombes font une quarantaine de morts et plus de 150 blessés. L'attentat visait le bâtiment des services de sécurité[3]. Les belligérants se renvoient la responsabilité[4]. L'attaque est finalement revendiquée en janvier 2012 par le Front al-Nosra[5],[6].

### 2012
- Le 6 janvier 2012, dans le quartier de Maïdane, dans le centre de Damas, une explosion fait au moins 26 morts et 63 blessés. La télévision publique syrienne attribue l'attentat aux « terroristes ». De leur côté, les Frères musulmans syriens accusent le régime de Bachar el-Assad d'avoir organisé l'attentat, tandis que le Hezbollah libanais accuse les États-Unis[7].
- Le 10 février 2012, à Alep, un double attentat à la voiture piégé frappe un bâtiment de la sécurité militaire et un siège des forces de l'ordre. L'attaque est revendiquée par le Front al-Nosra, elle fait 28 morts et plus de 230 blessés[8],[9],[10].
- Le 17 mars 2012, à Damas, un attentat terroriste vise le quartier chrétien. Deux voitures piégées explosent à 7h30, la première visant la direction de la police criminelle, l'autre le centre des renseignements de l'aviation. On compte au moins 30 morts et une centaine de blessés. La télévision officielle syrienne dénonce le Qatar et l'Arabie saoudite comme responsable de cet attentat[11]. Le 18 mars 2012, deux personnes meurent dans un attentat à Alep[12].
- Le 27 avril 2012, à Damas, plusieurs attentats, dont une attaque suicide, font 11 morts et 28 blessés[13].
- Le 30 avril 2012, à Idleb, trois explosions frappent un centre des renseignements aériens, un centre des renseignements militaires et le quartier de l'Université, faisant plus de 20 morts selon l'OSDH, tandis que les médias officiels du régime annoncent un bilan de neuf morts, dont un officier, et près de 100 blessés, parmi les civils et les forces de sécurité[14].
- Le 10 mai 2012, attentat de Damas : un attentat dans le quartier de Qazaz fait 112 morts. L'attaque est revendiquée par le Front al-Nosra[15].
- Le 18 juillet 2012, attentat de Damas ; une bombe tue cinq des plus hauts responsables du gouvernement dans les locaux extrêmement protégés du siège de la sécurité nationale, dans le quartier damascène de Rawda, dont Daoud Rajha (Dawoud Al Rajiha), ministre de la défense ; son vice-ministre de la défense Assef Chaoukat (Asef Chawkat) qui est par ailleurs le beau-frère du président Assad ; Hassan Turkmani, chef de la cellule de crise pour la révolte[16] ; le chef des renseignements, directeur du Bureau de la Sécurité Nationale Hicham Al Ikhtiyar, qui succombe à ses blessures 2 jours après l'attentat ; son adjoint le général Amin Charabeh. Selon la télévision syrienne, le ministre de l'Intérieur Mohamed Al-Chaar est également blessé. D'insistantes rumeurs - non confirmées - évoquent par ailleurs de très importantes blessures de Maher el-Assad, frère cadet du président Bachar et dernier fils de l'ancien président Hafez el-Assad, à la tête de la garde républicaine. À la mi-août, un nouvel attentat est commis dans le centre de Damas, sur un parking de l'état-major de l'armée, faisant cinq blessés[17].
- Le 26 septembre 2012, un double attentat touche le siège de l'état-major syrien à Damas : un kamikaze se fait exploser avec son véhicule et des bombes sont déclenchées au troisième étage du bâtiment grâce à la complicité de militaires. Quatre gardes sont blessés ainsi que 14 civils et militaires. S'ensuivent d'intenses combats entre l'armée syrienne et les rebelles, ainsi que l'assassinat d'un journaliste syrien travaillant pour la chaîne iranienne Press TV qui couvre ces attaques. Le chef libanais du bureau de la chaîne à Damas est également blessé par balles. L'attentat est revendiqué par un groupe djihadiste mais trois autres brigades de l'Armée syrienne libre ont également participé à l'opération[18],[19].
- Le 3 octobre 2012, à Alep, un triple attentat à la voiture piégée fait au moins 48 morts, en majorité des militaires[20]. L'attaque est revendiquée par le Front al-Nosra[21].
- Le 28 novembre 2012, attentat de Jaramana : un véhicule piégé explose dans la ville de Jaramana, majoritairement peuplée de druzes et de chrétiens, faisant 68 morts et 110 blessés. L'attaque n'est pas revendiquée[22],[23],[24].
- Le 12 décembre 2012, à Damas, un attentat contre le ministère de l'Intérieur fait neuf morts. L'attaque est revendiquée par le Front al-Nosra[25],[26].

### 2013
- Le 21 janvier 2013, à Salamyeh, un attentat à la voiture piégé fait au moins 42 morts, dont des civils et des miliciens pro-régime. L'attaque est revendiquée par le Front al-Nosra[27].
- Le 24 janvier 2013, près de Damas, 53 membres des renseignements militaires sont tués dans un attentat à la voiture piégée[20].
- Le 6 février 2013, à Braq dans le gouvernorat de Hama, un attentat frappe un bus et tue au moins 54 employés d'une fabrique d'uniformes de l'armée[20].
- Le 21 février 2013, attentat de Damas : trois kamikazes avec des véhicules se font exploser dans les quartiers de Mazraa et Barzeh en visant le siège du parti Baas et des postes militaires. Les attentats font plus de 100 morts et 250 blessés, dont de nombreux civils[28],[29].
- Le 21 mars 2013, attentat de Damas : un kamikaze se fait exploser dans la mosquée Al-Imane, faisant au moins 49 morts, dont Mohamed Saïd Ramadân al Boutî, un important dignitaire religieux sunnite pro-régime. L'attentat n'est pas revendiqué[30].
- Le 29 avril 2013, dans le district de Mazzeh à Damas, le Premier ministre syrien Wael al-Halki échappe de peu à une tentative d'assassinat lorsque sa voiture est la cible d'un attentat à la bombe[31].
- Le 30 avril 2013, Damas, une bombe explose dans le centre-ville, tuant au moins 13 personnes[32].
- Le 2 juin 2013, à Damas, une voiture piégée explose dans le quartier de Jobar. L'OSDH donne un bilan de neuf policiers tués et l'agence SANA fait état de dix blessés[33].
- 17 juin 2013, près de l'aéroport international d'Alep, un attentat à la voiture piégée aurait tué jusqu'à 60 soldats pro-Assad selon l'opposition[34].
- 23 juin 2013, à Alep, 12 soldats loyalistes sont tués dans un attentat à la voiture piégée et 6 rebelles sont tués dans les échanges de tirs[35].
- octobre 2013, à Hama, un attentat au camion piégé a fait 43 morts dont 32 civils à l'entrée de la ville[36].

### 2014
- Le 14 février 2014 à Yaduda, près de Deraa, un attentat à la voiture piégée devant une mosquée fait au moins 47 morts, dont 14 rebelles selon l'OSDH[20],[37],[38].
- Le 16 mars 2014 à Al-Nabi Othman, un fief du Hezbollah chiite dans l'est du Liban, près de la frontière syrienne, un attentat à la voiture piégée fait quatre morts. Cette attaque est revendiquée par le Front al-Nosra au Liban et par Liwa Ahrar al-Sunna, un groupe armé sunnite. L'attentat intervenait après la prise de la ville syrienne de Yabroud, par l'armée gouvernementale syrienne appuyée par le Hezbollah libanais[39].
- Le 29 avril 2014 : attentat de Homs : un attentat-suicide dans le quartier à majorité alaouite de Zahra, fait plus de 100 morts. L'attaque est revendiquée par le Front al-Nosra[40],[41].
- Le 15 mai 2014, à Bab al-Salama, localité tenue par les rebelles à la frontière turque, un attentat tue au moins 43 civils et fait des dizaines de blessés[20],[42],[43].
- Le 9 septembre 2014, Ahrar al-Sham est décapité par un attentat qui tue 47 de ses dirigeants, dont Hassan Aboud, le chef du groupe [44].
- Le 1er octobre 2014, attentat de Homs : des explosions frappes des écoles dans le quartier à majorité alaouite d'Akrama, faisant au moins 54 morts, dont 47 enfants. L'attaque n'est pas revendiquée[45].
- Le 28 décembre 2014, à Homs : 14 personnes sont tuées et 132 blessées dans une vague d'attaques dans le quartier d'al-Zahra[46].

### 2015
- Le 20 mars 2015, attentat de Hassaké ; 54 civils kurdes sont tués selon l'OSDH dans deux attaques, dont une kamikaze. L'attentat est très probablement commis par l'État islamique[47],[48].
- Le 2 juillet 2015, à Ariha, dans le gouvernorat d'Idleb, au moins 31 membres du Front al-Nosra sont tués par une explosion dans une mosquée selon l'OSDH. L'État islamique est soupçonné[49],[50].
- Le 19 août 2015, Qamichli, un kamikaze à bord d'un véhicule attaque un QG des Assayech. Selon l'OSDH, l'attaque fait au moins 16 morts, dont 10 Assayech, et au moins 14 blessés chez les civils, l'agence Sana donne de son côté un bilan de 13 morts et 50 blessés. L'attaque est revendiquée par l'État islamique[51].
- Le 2 septembre 2015, à Lattaquié, un attentat à la voiture piégée fait au moins 10 morts et 25 blessés[52].
- Le 4 septembre 2015, à Soueïda, un double attentat à la voiture piégée fait 26 morts et environ 50 blessés selon l'OSDH[53].
- Le 14 septembre 2015, à Hassaké, deux véhicules kamikazes de l'État islamique se font exploser, l'un contre un poste loyaliste, l'autre contre un poste kurde. Selon l'OSDH plus de 80 personnes sont blessées et au moins 32 sont tuées, dont 6 membres des Assayech, 7 miliciens des Forces de défense nationale et 19 civils, dont 2 enfants[54],[55].
- Le 10 décembre 2015, attentat de Tall Tamer : au moins 50 civils majoritairement kurdes sont tués dans l'explosion de trois camions piégés conduits par des kamikazes. L'attaque est revendiquée par l'État islamique[56],[57].
- Le 12 décembre 2015, Homs : 16 civils sont tués et 64 à 100 blessés par un camion piégé dans le quartier d'al-Zahra, peuplé majoritairement d'alaouites. L'attaque est revendiquée par l'État islamique[58],[59],[60].
- Le 30 décembre 2015, à Kameshli : trois bombes, dont une actionnée par un kamikaze, explosent dans trois restaurants, faisant 16 morts — dont 13 chrétiens — et 45 blessés. L'attaque est revendiquée par l'État islamique[61],[62].

### 2016
- Le 25 janvier 2016, à Alep : 19 combattants d'Ahrar al-Sham et quatre civils sont tués selon l'OSDH dans un attentat au camion piégé[63].
- Le 26 janvier 2016, à Homs : 24 personnes sont tuées dans un double attentat-suicide dans le quartier d'al-Zahraa, peuplé majoritairement de chrétiens et d'alaouites. L'attaque est revendiquée par l'État islamique[46].
- Le 31 janvier 2016, attentat de Sayyida Zeinab : des attentats ont lieu près de la mosquée de Sayyidah Zaynab. Une première explosion est causée par une voiture piégée, puis deux kamikazes actionnent leurs ceintures explosives. Le bilan est d'au moins 45 morts et 110 blessés selon l'agence Sana. L'OSDH donne un premier bilan de 50 morts, revu ensuite à la hausse à 71 morts, dont 42 miliciens pro-régime, et 29 civils, dont 5 enfants. L'attaque est revendiquée par l'État islamique[64],[65],[66].
- Le 9 février 2016, à Damas : un attentat kamikaze à la voiture piégée contre des policiers fait 9 morts et 20 blessés selon l'OSDH. L'attaque est revendiquée par l'État islamique[67].
- Le 21 février 2016, attentat de Homs : un double-attentat à la voiture piégée dans le quartier d'al-Zahraa fait 64 morts selon l'OSDH. L'attaque est revendiquée par l'État islamique[68],[69].
- Le 21 février 2016, attentat de Sayyida Zeinab : un double attentat kamikaze a lieu près de la mosquée de Sayyidah Zaynab, fait au moins 134 morts, dont 90 civils. L'attaque est revendiquée par l'État islamique[68],[15],[70],[69].
- Le 2 mars 2016, à al-Achi, un village du gouvernorat de Kuneitra, au moins 18 rebelles du Front révolutionnaire syrien, dont quatre chefs, sont tués dans un attentat à la voiture piégée selon l'OSDH[71].
- Le 25 avril 2016, à Sayyidah Zaynab, un attentat-suicide à la voiture piégée près d'un point de contrôle de l'armée fait 5 ou 6 morts. L'attaque est revendiquée par l'État islamique[72].
- Le 30 avril 2016,  à Qamichli, un kamikaze actionne sa ceinture explosive à un barrage tenu par les Assayech, tuant cinq d'entre eux et faisant quatre blessés selon la police kurde[73].
- Le 14 mai 2016, à Qamichli, l'explosion d'un véhicule piégé fait deux morts selon les Assayech, un employé d'une station de lavage et un milicien des YPG. Les médias officiels syriens donnent de leur côté un bilan de cinq morts[74].
- Le 21 mai 2016, à Tall Tamer, deux voitures piégées conduites par des kamikazes explosent dans la soirée à un point de contrôle tenu par les Assayech, faisant cinq morts parmi ces derniers selon la police kurde[75].
- Le 21 mai 2016, à Qamichli, deux kamikazes font détoner leur ceinture d'explosifs près d'un restaurant et d'une boulangerie dans le quartier chrétien de Wousta. L'attaque tue trois civils chrétiens et fait 15 blessés selon l'OSDH et les Sotoro[75].
- Le 23 mai 2016, attentats de Tartous et Jablé : les villes de Tartous et Jablé tenues par le régime syrien et majoritairement peuplées d'alaouites sont frappées par des attaques kamikazes qui font 184 morts et 200 à 300 blessés. Les attentats sont revendiqués par l'État islamique[76],[77].
- Le 10 juin 2016, à Damas, un double-attentat frappe à nouveau la mosquée de Sayyidah Zaynab et fait 8 à 12 morts. L'attentat est revendiqué par l'État islamique[78].
- Le 19 juin 2016, à Qamichli, un kamikaze se fait exploser près d'une cérémonie de commémoration du massacre de Seyfo, commis lors du génocide assyrien, l'attaque fait trois morts et cinq blessés parmi les Sotoro, elle visait probablement le convoi du patriarche Ignace Ephrem II Karim[79],[80]
- Le 21 juin 2016, au camp de Rakban, un kamikaze avec un véhicule piégé se fait exploser sur la frontière syrio-jordanaise, faisant au moins six morts et 14 blessés dans les rangs de l'armée jordanienne[81].
- Le 29 juin 2016, à Tall Abyad, au moins 10 personnes sont tuées, dont deux gardes kurdes, et 9 blessées par l'explosion d'une voiture piégée selon l'OSDH[82].
- Le 5 juillet 2016, à Hassaké, un kamikaze en moto se fait exploser devant une boulangerie dans le quartier à majorité kurde de Salihia, causant la mort de 25 personnes et faisant des dizaines de blessés. L'attaque est revendiquée par l'État islamique[83],[84],[85].
- Le 27 juillet 2016, attentat de Qamichli en zone kurde, l'explosion d'un camion piégé conduit par un kamikaze fait au moins 57 morts et 170 blessés. L'attaque est revendiquée par l'État islamique[86],[87],[88].
- Le 14 août 2016, à Atmeh, un attentat contre un bus transportant des rebelles syriens de Faylaq al-Cham et du Harakat Nour al-Din al-Zenki fait au moins 32 morts selon l'OSDH. L'attaque est revendiquée par l'État islamique[89].
- Le 5 septembre 2016, une série d'attaques à la bombe cause la mort d'au moins 48 personnes dans plusieurs villes de Syrie. L'attentat le plus meurtrier, mené par un kamikaze avec une voiture piégée, fait au moins 35 morts et 43 blessés sur un pont en périphérie de Tartous[90],[91]. Les autres attaques visent le quartier de Zahra à Homs (quatre morts et sept blessés selon l'agence Sana, causés par une voiture piégée), Hassaké (au moins neuf morts dont six Assayech selon l'OSDH, l'attaque est menée par un kamikaze) et une route à l'ouest de Damas (un mort et trois blessés selon l'agence Sana, au moins trois morts selon l'OSDH)[92],[93],[91]. Ces attaques sont revendiquées par l'EI[94].
- Le 22 septembre 2016, à Inkhil (en), près de Deraa, un attentat à la voiture piégée et/ou à la ceinture explosive a lieu lors de l'inauguration d'une gendarmerie et fait 12 morts, dont un « ministre » du gouvernement de l'opposition syrienne, Yakoub al Amar. L'Armée syrienne libre accuse l'État islamique[95],[96].
- Le 3 octobre 2016, un double attentat suicide frappe le cœur de la ville de Hama et fait au moins 2 et 12 blessés morts. L'attaque est revendiquée par l'État islamique[97],[36].
- Le 3 octobre 2016, à Tall Tawil, près de Hassaké, un kamikaze se fait exploser lors du mariage d'un membre des Forces démocratiques syriennes. L'attentat fait plus de 32 morts et une centaine de blessés selon une source hospitalière de l'AFP, 34 morts et 90 blessés selon l'administration kurde et au moins 36 tués, dont 11 enfants, et 80 blessés selon l'OSDH, presque tous civils. Le père et le frère du marié, Zaradesht Moustafa Fatimi, figurent parmi les morts. L'attaque est revendiquée par l'État islamique[98],[99],[100],[101].
- Le 6 octobre 2016, un attentat frappe des rebelles à Atmeh. L'attaque fait au moins 21 morts selon l'OSDH, 25 d'après des témoins cités par l'agence Reuters. La plupart des victimes appartiennent à Faylaq al-Cham. Deux importants responsables d'Ahrar al-Cham, Hisham Khalifa, un chef militaire, et Khalid Saiyyd, juge religieux, sont également tués. L'attaque est revendiquée par l'État islamique[102],[103],[104]
- Le 11 octobre 2016, un attentat-suicide commis par un kamikaze de l'EI à Al Machi, dans la campagne de Manbij, fait au moins 10 morts[105].
- Le 13 octobre 2016, une voiture piégée explose au poste-frontière de Bab al-Salam, près d'Azaz, au moins 20 personnes sont tuées et 25 blessées, en majorité des rebelles de l'Armée syrienne libre[106],[107].
- Le 17 octobre 2016, une voiture piégée explose à Saydé Zeinab, quartier du sud de Damas où se trouve un important sanctuaire chiite, visant un poste de contrôle de l'armée syrienne et de ses alliés[108].
- Le 17 novembre 2016, un attentat vise un dépôt d'armes du Harakat Nour al-Din al-Zenki à Azaz, faisant au moins 10 morts selon l'OSDH ou 25 morts selon le Harakat Nour al-Din al-Zenki, tant parmi ses combattants que parmi les civils[109].
- Le 16 décembre 2016, Damas : dans un poste de police du quartier de Midane, deux petites filles de 7 et 9 ans sont utilisées pour un attentat-suicide qui fait au moins trois blessés. C'est la première fois en Syrie que des enfants sont utilisés pour un attentat-suicide. L'attaque n'est pas revendiquée, elle a été planifiée par un homme nommé Abou Nimr al-Suri, membre du Front Fatah al-Cham, qui était également le père des deux petites filles. Celui-ci avait ensuite publié une vidéo dans laquelle il se filmait en train de donner ses dernières recommandations à ses deux filles. L'homme aurait ensuite été exécuté par le Front Fatah al-Cham[110],[111].

### 2017
- Le 5 janvier 2017, à Jablé : un attentat fait 9 morts et 25 blessés selon la télévision d'État, au moins 14 morts selon l'OSDH[112].
- Le 7 janvier 2017, attentat d'Azaz : l'explosion d'un camion piégé fait 48 à 60 morts parmi les rebelles et les civils[113],[114],[115].
- Le 12 janvier 2017, à Damas, dans le quartier de Kafr Soussa, une explosion fait 10 morts dont huit membres des forces du régime selon l'OSDH, tandis que les médias officiels syriens évoquent « huit martyrs ». L'attaque est revendiquée le 18 janvier par le Front Fatah al-Cham qui affirme que deux kamikazes ont participé à l'opération et que des « conseillers militaires russes » figurent parmi les morts et les blessés[116].
- Le 24 février 2017, attentat de Soussiane : un véhicule piégé conduit par un kamikaze explose au milieu de civils et de rebelles à un poste de contrôle de l'Armée syrienne libre, l'attaque fait au moins 83 morts, dont 45 civils[117],[118]. Elle est revendiquée par l'État islamique[119].
- Le 24 février 2017, à al-Bab, un kamikaze se fait exploser à une entrée de la ville, tuant deux soldats turcs et faisant trois blessés[120],[121].
- Le 5 mars 2017, à Azaz, au moins sept personnes sont tuées par un kamikaze. L'attaque est revendiquée par l'État islamique[122].
- Le 11 mars 2017, attentat de Damas, deux kamikazes visent des pèlerins et des miliciens chiites, au moins 74 personnes sont tuées selon l'OSDH[123]. L'attaque est revendiquée par le Hayat Tahrir al-Cham[124].
- Le 14 mars 2017, un attentat visant un autobus à Homs fait un mort et deux blessés[125].
- Le 15 mars 2017, attentat de Damas : deux attentats frappent la capitale syrienne. Un premier kamikaze vise l'ancien palais de justice, qui abrite le tribunal religieux, chargé des affaires matrimoniales, et le tribunal pénal. Deux heures plus tard, un autre kamikaze frappe le secteur de Raboué, dans l'ouest de la capitale. Au moins 32 personnes sont tuées et une centaine blessées dans la première explosion et au moins 25 autres sont blessées dans la seconde selon la police[126],[127]. L'attentat est condamné par Ahrar al-Cham et le Hayat Tahrir al-Cham a démenti en être l'auteur[126],[128],[127]. Il est finalement revendiqué le 30 mars par l'État islamique[129].
- Le 29 mars 2017, l'explosion d'une bombe dans un bus à Homs fait au moins 5 morts et 7 blessés[130].
- Le 15 avril 2017, Attentat de Rachidine : une attaque kamikaze contre un convoi de civils évacués du siège de Foua et Kafraya fait au moins 150 morts ; l'attentat n'est pas revendiqué[131],[132].
- Le 2 mai 2017, cinq kamikazes de l'EI se font exploser près et dans un camp de réfugiés irakiens et de déplacés syriens dans la région de Rajem al-Salibi, faisant au moins 46 morts, dont 31 civils, et plusieurs blessés[133].
- Le 3 mai 2017, l'explosion d'une voiture piégée à Azaz dans le nord de la Syrie fait au moins 5 morts et de nombreux blessés[134].
- Le 23 mai 2017, cinq personnes sont tuées et au moins 31 blessés dans des attentats à la voiture piégée revendiqués par l'EI contre deux quartiers de Damas et d'Homs[135].
- Le 24 juin 2017, une voiture piégée explose au marché d'al-Dana, dans la ville d'Idleb, occupée par les rebelles, et fait 10 morts et une trentaine de blessés selon l'OSDH. Un autre attentat avait frappé le même endroit et fait deux morts dans la nuit du 22 au 23 juin[136].
- Le 2 juillet 2017, à Damas, un véhicule kamikaze explose dans le quartier de Bab Touma, faisant 20 morts selon le ministère syrien des Affaires étrangères et 21 tués selon l'OSDH. Deux autres voitures piégées avaient été précédemment repérées et détruites par les forces du régime à l'ouest de la capitale[137].
- Le 6 juillet 2017, à Hama, l'explosion d'un kamikaze à une station de bus tue deux civils et fait neuf blessés selon l'agence Sana[138].
- Le 12 juillet 2017, à Idleb, un attentat suicide à la voiture piégée contre un quartier-général du Hayat Tahrir al-Cham fait au moins 26 morts et 18 blessés selon l'OSDH. L'attaque aurait été commise par l'État islamique en représailles à l'arrestation de plusieurs dizaines à une centaine de membres présumés de cellules dormantes[139],[140],[141].
- Le 18 juillet 2017, à Tall Tamer, un attentat suicide à la voiture piégée fait quatre morts selon l'OSDH[142].
- Le 23 juillet 2017, à Idleb, un attentat kamikaze frappe des combattants de Hayat Tahrir al-Cham : l'attaque fait au moins 11 morts selon l'OSDH ; 13 tués, dont deux civils parmi lesquels un enfant, selon le SNHR ; et 50 tués d'après la télévision panarabe Al Mayadeen[143],[144].
- Le 11 août 2017, dans le sud du gouvernorat de Deraa, près de la frontière avec la Jordanie, un kamikaze équipé d'une ceinture d'explosifs se fait sauter près du poste-frontière de Nasib ; selon l'OSDH l'attaque fait au moins 25 morts parmi les rebelles — en majorité issus du groupe Jaych al-Islam — et plusieurs dizaines de blessés, dont 20 grièvement[145],[146].
- Le 2 octobre 2017, à Damas, au moins 16 personnes sont tuées dans un double attentat suicide contre un commissariat de police dans le quartier de Midane[147]. L'attaque est revendiquée par l'État islamique[148].
- Le 11 octobre 2017, à Damas, trois kamikazes se font exploser au quartier général de la police et tuent deux policiers ; l'attaque est revendiquée par l'État islamique[149].
- Le 12 octobre 2017, à Abou Fass, au sud du gouvernorat de Hassaké, un attentat à la voiture piégée frappe des civils réfugiés et des assayech. L'attaque fait au moins 18 morts selon l'OSDH et 50 d'après la Croissant Rouge kurde[150],[151].
- Le 4 novembre 2017, attentat de la route d'al-Tojjar : un véhicule piégé explose au milieu de civils fuyant les combats entre les Forces démocratiques syriennes et l'État islamique ; l'attaque fait au moins 75 morts et 140 blessés selon l'OSDH[152].
- Le 17 novembre 2017, Faraj, près de Deir ez-Zor : un véhicule piégé conduit par un kamikaze se fait exploser au milieu d'un rassemblement de civils déplacés dans une zone contrôlée par les Forces démocratiques syriennes. L'attaque fait au moins 30 morts[153].
- Le 5 décembre 2017, à Homs : une bombe explose à l'intérieur d'un bus à Akrama, un quartier à majorité alaouite. L'attentat fait huit morts et 15 blessés selon la télévision d'Etat syrienne, l'OSDH donne également un bilan d'au moins huit morts. L'attaque est revendiquée par l'État islamique[154].

### 2018
- Le 7 janvier 2018, à Idleb, une explosion semble-t-il provoquée par une voiture piégée frappe le quartier-général d'Ajnad al-Kavkaz, l'attaque fait au moins 43 morts, dont 28 civils selon l'OSDH[155],[156],[157].
- Le 12 mai 2018, à Idleb, une voiture piégée explose près d'un tribunal islamique. L'attaque fait au moins 28 morts selon l'OSDH, dont cinq civils, dix combattants de Hayat Tahrir al-Cham, huit détenus accusés d'être membres de l'État islamique et cinq corps non-identifiés[158].
- Le 17 juin 2018, à Raqqa, cinq combattants des Forces démocratiques syriennes sont tués par l'explosion d'une bombe[159]. L'attaque est revendiquée le 22 juin par l'État islamique[160].
- Le 27 juin 2018, à Afrine, une voiture piégée explose à Dowar Kawa al Hadad près d'un poste de contrôle de l'Armée nationale syrienne et une moto piégée explose près de l'hôpital Deir Sam, non loin d'une position militaire de l'armée turque. Selon l'OSDH, l'attentat fait neuf morts, dont quatre rebelles et cinq civils[161],[162].
- Le 6 juillet 2018, à Al-Busayrah, l'explosion d'une voiture piégée fait 18 morts selon l'OSDH, dont onze membres des Forces démocratiques syriennes et sept civils[163].
- Le 10 juillet 2018, une voiture piégée explose dans le village de Zayzoun, près de Deraa. L'attaque kamikaze est revendiqué par l'État islamique et tue au moins 14 miliciens loyalistes et combattants rebelles[164].
- Le 25 juillet 2018, lors des attaques de Soueïda, une trentaine de personnes sont tuées dans la ville de Soueïda par quatre kamikazes de l'État islamique[165],[166].
- Le 16 décembre 2018, à Afrine, un véhicule piégé explose dans un marché, faisant au moins neuf morts et une vingtaine de blessés parmi les rebelles et les civils[167],[168],[169].

### 2019
- Le 7 janvier 2019, à Raqqa, un attentat-suicide contre un local des YPG fait au moins cinq morts en plus du kamikaze, dont quatre civils et un combattant kurde[170]. L'attentat est revendiqué le même jour par l'État islamique[170].

- Le 16 janvier 2019, à Manbij, une attaque d'un kamikaze vêtu d'une ceinture explosive fait 19 morts, dont dix civils, cinq combattants des Forces démocratiques syriennes et quatre militaires américains. L'attentat est revendiqué par l'État islamique[171],[172],[173],[174],[175].
- Le 18 janvier 2019, à Idleb, un attentat à la bombe contre un entrepôt de munitions cause la mort d'au moins 13 personnes, dont au moins 10 djihadistes de Hayat Tahrir al-Cham. L'État islamique est suspecté[176],[177].
- Le 20 janvier 2019, à Damas, une bombe explose près d'un bureau du renseignement militaire, au sud de la capitale. Selon l'agence SANA, l'attentat ne fait pas de victime, mais l'OSDH fait en revanche état de morts et de blessés, mais sans pouvoir en préciser le nombre[178].
- Le 20 janvier 2019, à Afrine, une bombe explose dans un bus, causant la mort de trois civils et faisant neuf blessés, dont des rebelles[178].
- Le 21 janvier 2019, entre Hassaké et Al-Chaddadeh, un convoi des Forces démocratiques syriennes est attaqué par un kamikaze au volant d'un véhicule piégé. Cinq combattants des FDS sont tués et deux soldats américains sont blessés. L'attaque est revendiquée par l'État islamique[179],[180].
- Le 22 janvier 2019, à Lattaquié, l'explosion d'une voiture piégée fait un mort et quatre blessés selon l'agence SANA[181].
- Le 24 janvier 2019, à Damas, une voiture piégée explose non loin de l'ambassade de Russie. Selon l'agence SANA, l'attaque ne fait pas de victimes, tandis que l'OSDH fait état de quatre blessés légers[182].
- Le 2 février 2019, à Manbij, une engin explosif saute près d'un bus d'enseignants, faisant un mort et quatre blessés[183].
- Le 18 février 2019, à Idleb, une voiture et une moto piégées explosent dans une rue où se trouve un conseil local du Gouvernement de salut syrien, faisant au moins 24 morts selon l'OSDH, dont 16 civils et quatre djihadistes de Hayat Tahrir al-Cham[184].
- Le 21 février 2019, dans le village de Cheheil, non loin du champ pétrolier Al-Oma, à l'est de Deir ez-Zor, l'explosion d'une voiture piégée fait au moins 20 morts selon l'OSDH, dont 14 employés des infrastructures pétrolières d'Al-Omar et six combattants des Forces démocratiques syriennes. L'attaque est revendiquée par l'État islamique[185].
- Le 1er mars 2019, à Idleb, un attentat-suicide devant un restaurant tue au moins huit personnes selon l'OSDH, dont six combattants de Hayat Tahrir al-Cham, et fait 22 blessés. L'État islamique est suspecté[186]. En représailles, Hayat Tahrir al-Cham exécute le lendemain dix hommes de l'État islamique sur les lieux de l'attentat[187].
- Le 9 avril 2019, à Raqqa, l'explosion d'une bombe et d'une voiture piégée fait au moins 13 morts selon l'OSDH, dont neuf civils et quatre combattants des FDS. L'attaque est revendiquée le même jour par l'État islamique[188].
- Le 1er juin 2019, à Raqqa, l'explosion d'une voiture piégée conduite par un kamikaze au rond-point al-Naïm fait 10 morts selon l'OSDH, dont cinq combattants de Forces démocratiques syriennes et cinq civils, et 20 blessés[189]. L'attentat est revendiqué par l'État islamique[190].
- Le 2 juin 2019, à Azaz, une explosion fait au moins 19 morts, majoritairement des civils, dont quatre enfants, et plus de 20 blessés selon l'OSDH[190].
- Le 3 juillet 2019, à Soueïda, un attentat-suicide cause la mort de cinq civils et fait 13 blessés selon l'OSDH[191].
- Le 11 juillet 2019, à Afrine, l'explosion d'un véhicule piégé près d'un barrage contrôlé par l'Armée nationale syrienne fait au moins 13 morts — quatre rebelles, un corps non-identifié et huit civils dont deux enfants — et plus de 30 personnes sont blessées. L'attaque n'est pas revendiquée mais les rebelles syriens accusent les YPG[192],[193],[194].
- Le 11 juillet 2019, à Qamichli, un véhicule piégé explose près d'une église, faisant 7 à 11 blessés — au moins 7 blessés, dont trois grièvement selon l'OSDH ; 8 blessés, en majorité légèrement touchés selon les Assayech et 11 blessés selon la télévision d'État syrienne. L'attaque est revendiquée par l'État islamique[195],[193],[194].
- Le 17 juillet 2019, près de Deraa, une bombe actionnée à distance contre un bus de l'armée syrienne cause la mort de six soldats et en blesse quinze autres. L'attaque pourrait avoir été commise par la Résistance populaire[196],[197].
- Le 22 juillet 2019, à Damas, une bombe dissimulée dans une voiture cause la mort d'un civil. Selon l'OSDH, il s'agit du chauffeur d'un haut responsable des Forces de défense nationale qui était la cible de l'attentat. L'attaque est revendiquée par l'État islamique[198].
- Le 27 juillet 2019, à Mleiha al-Atch, près de Deraa, une attaque kamikaze cause la mort de six militaires syriens. L'attaque est revendiquée par l'État islamique[199].
- Le 6 août 2019, à al-Qahtaniya, près de Qamichli, une voiture piégée tue cinq personnes, dont trois enfants[200].
- Le 18 août 2019, à Qamichli, l'explosion d'une voiture piégée tue un membre des Assayech, la police kurde, et fait deux blessés. L'OSDH fait mention d'un kamikaze, mais le porte-parole de la police locale kurde affirme que la voiture piégée a été actionnée à distance. L'attaque est revendiquée par l'État islamique[201].
- Le 15 septembre 2019, à Al-Raï, ville contrôlée par les rebelles de l'Armée nationale syrienne, l'explosion d'une voiture piégée tue 11 civils près d'un hôpital[202].
- Le 9 octobre 2019, Raqqa, deux djihadistes attaquent des positions du Conseil militaire de Raqqa, puis activent leurs ceintures explosives sans faire de victime. L'attaque est revendiquée par l'État islamique[203].
- Le 2 novembre 2019, une voiture piégée explose à Tall Abyad[204]. Le bilan est d'au moins 13 civils tués selon la Turquie qui attribue l'attaque aux YPG[204]. Les FDS accusent quant à eux la Turquie et ses alliés syriens de tuer ces civils pour les forcer à fuir et installer à leur place des réfugiés syriens[204]. L'OSDH donne pour sa part un bilan d'au moins 14 morts, tant civils que rebelles[204].
- Le 10 novembre 2019, un véhicule piégé explose dans le village de Soulouk, tenu par l'Armée nationale syrienne : la Turquie accuse à nouveau les YPG et donne un bilan de 8 civils tués et 20 blessés, tandis que l'OSDH donne un bilan d'au moins 5 morts et 13 blessés, sans préciser si les victimes sont des civils ou des combattants[205].
- Le 11 novembre 2019, deux voitures et une moto piégées explosent à Qamichli, causant la mort de six civils et faisant 22 blessés selon l'OSDH[206].
- Le 16 novembre 2019, au moins 19 personnes, dont 13 civils et 6 rebelles de l'ANS, sont tuées et 33 autres blessées par l'explosion d'une voiture piégée à al-Bab et les YPG sont de nouveau accusés par la Turquie[207].
- Le 23 novembre 2019, à Tall Abyad, l'explosion d'une voiture piégée fait 10 morts, dont quatre civils, et 25 blessés. L'attentat n'est pas revendiqué et est attribué aux YPG par la Turquie[208],[209],[210].
- Le 26 novembre 2019, à Tal Halaf, une localité sous contrôle turco-rebelle à l'ouest de Ras al-Aïn, un attentat à la voiture piégée fait 17 morts et 20 blessés selon la Turquie et au moins 11 morts dont trois civils et 28 blessés selon l'OSDH. L'attentat est attribué aux YPG par la Turquie[211]
- Le 23 décembre 2019, une voiture piégée explose à Soulouk. Le ministère turc de la Défense donne un bilan de huit civils tués, dont une femme et un enfant, et accuse les YPG. L'OSDH donne pour sa part un bilan d'au moins cinq morts et 21 blessés[212].

### 2020
- Le 8 janvier 2020, quatre militaires turcs sont tués par l'explosion d'une voiture piégée dans le nord-est de la Syrie[213].
- Le 16 janvier 2020, à Soulouk, un attentat à la voiture piégée fait 10 morts, dont trois militaires turcs[214].
- Le 28 avril 2020, Attentat d'Afrine : l'explosion d'un camion-citerne piégé fait au moins 51 à 52 morts, dont 29 à 30 civils et 12 rebelles. La Turquie accuse les YPG, qui démentent[215],[216],[217],[218].
- Le 14 mai 2020, dans le village de Shallah, près de Ras al-Aïn, l'explosion d'une motocyclette piégée fait au moins quatre morts selon l'OSDH, dont deux rebelles, un civil, et une quatrième personne non-identifiée[219].
- Le 25 juillet 2020, à Ras al-Aïn, l'explosion d'un voiture piégée fait quatre morts et dix blessés[220].
- Le 26 juillet 2020, à Ras al-Aïn, l'explosion d'une moto piégée dans un marché fait au moins huit morts, dont six civils, et 19 blessés. L'attentat n'est pas revendiqué et attribué au forces kurdes par la Turquie, dont les forces contrôlent la ville[220].
- Le 6 octobre 2020, à al-Bab, l'explosion d'un véhicule piégé fait au moins 14 morts et 40 blessés, en majorité des civils[221].

### 2021
- Le 20 octobre 2021, à Damas, l'explosion de deux bombes dans un bus militaire fait au moins 14 morts et trois blessés selon l'agence SANA[222]. L'attaque n'est pas revendiquée[222].

### 2022
- Le 13 octobre 2022, près de Damas, un attentat à la bombe vise un bus de l'armée syrienne et fait 18 morts et 27 blessés selon l'agence SANA[223].

### 2024
- Le 31 mars 2024, à Azaz, l'explosion d'un voiture piégée fait au moins 8 morts et 23 blessés[224].

### 2025
- Le 1er février 2025, les Forces démocratiques syriennes lancent plusieurs attaques au sud et à l'est de Manbij[225]. Selon l'OSDH, au moins 10 combattants de l'ANS sont tués lors des combats, tandis qu'au moins neuf personnes, dont un nombre indéterminé de combattants de l'ANS, périssent à la suite de l'explosion d'une voiture piégée près d'une position militaire à Manbij[225].
- Le 3 février 2025, une autre voiture piégée explose à l'entrée de la ville de Manbij, causant la mort d'au moins 20 personnes selon l'agence SANA[226],[227], dont au moins 17 femmes[228]. L'attaque n'est pas revendiquée[226],[227], mais elle est probablement commise par les YPG[228].
- Le 22 juin 2025, l'attentat de l'église Saint-Élie de Damas cause la mort de 25 chrétiens. Les nouvelles autorités accusent l'État islamique, mais l'attaque est revendiquée par Saraya Ansar al-Sunnah[229]